# Monaster Grabovac (Węgry)
Monaster Grabovac – żeński klasztor należący do eparchii budzińskiej Serbskiego Kościoła Prawosławnego, położony we wsi Grábóc na Węgrzech.
Według tradycji klasztor założyli mnisi z dalmackiego monasteru Dragović w XVI w., nadając mu potoczną nazwę nawiązującą do otaczających go lasów grabowych. Wydarzenie to mogło mieć miejsce około 1555. Istniejąca obecnie (2011) główna cerkiew klasztorna pochodzi z XVIII wieku i nosi wezwanie św. Michała Archanioła. Zachował się w niej wykonany przez Vasilije Ostojicia ikonostas z zielonego marmuru i drewna dębowego, wymieniany jako jeden z najważniejszych zabytków sztuki serbskiej imigracji na Węgrzech.
Do 1974 Grabovac był monasterem męskim; w wymienionym roku opuścił go ostatni mnich. W 1994 wspólnotę reaktywowano jako żeńską. Wcześniej, w latach 80. XX wieku, państwo węgierskie sfinansowało remont cerkwi z racji jej wartości artystycznej i zabytkowej. W 2009 klasztor zamieszkiwały dwie mniszki.